# رمال شرقية

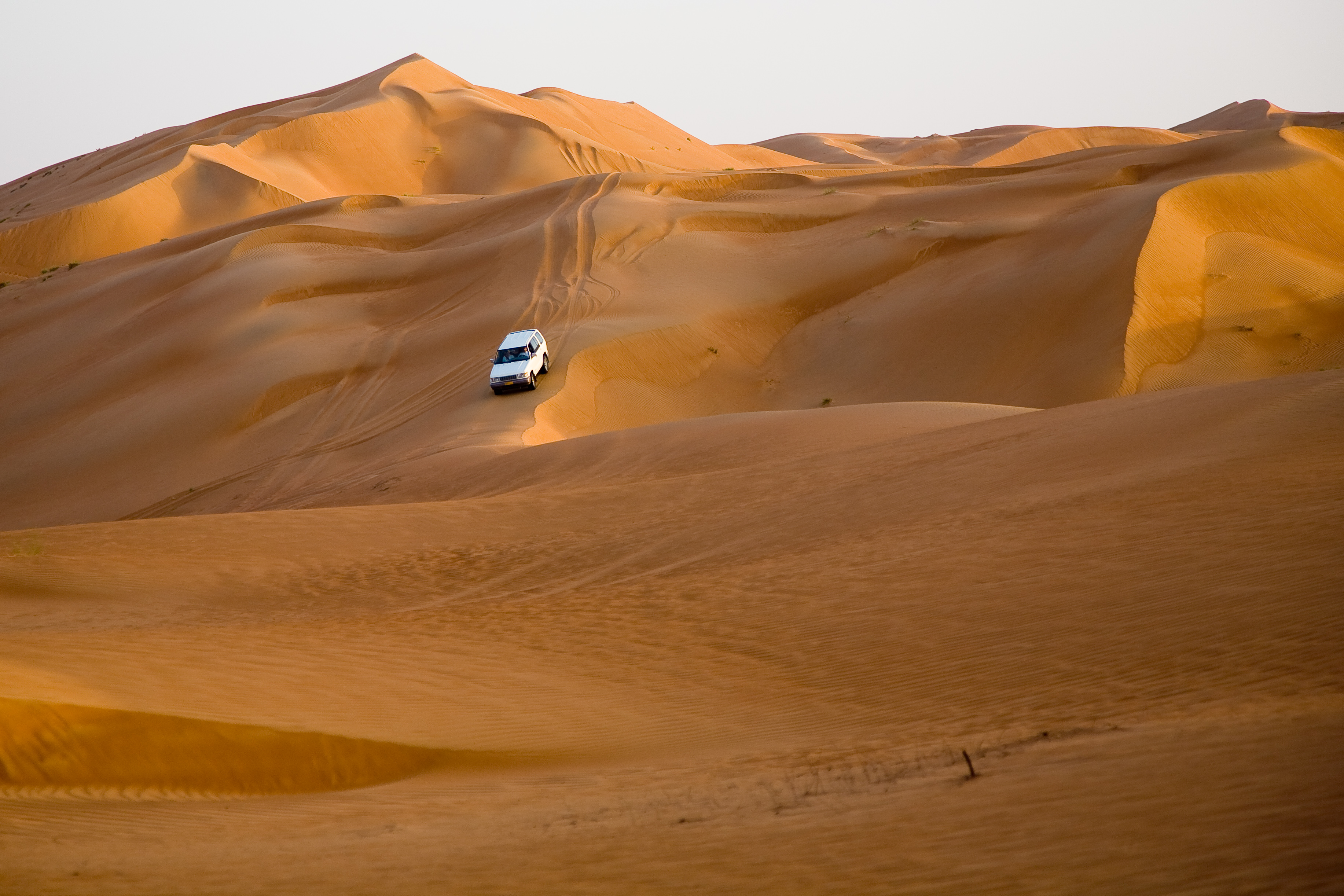
كثبان رملة الـ وهيبة

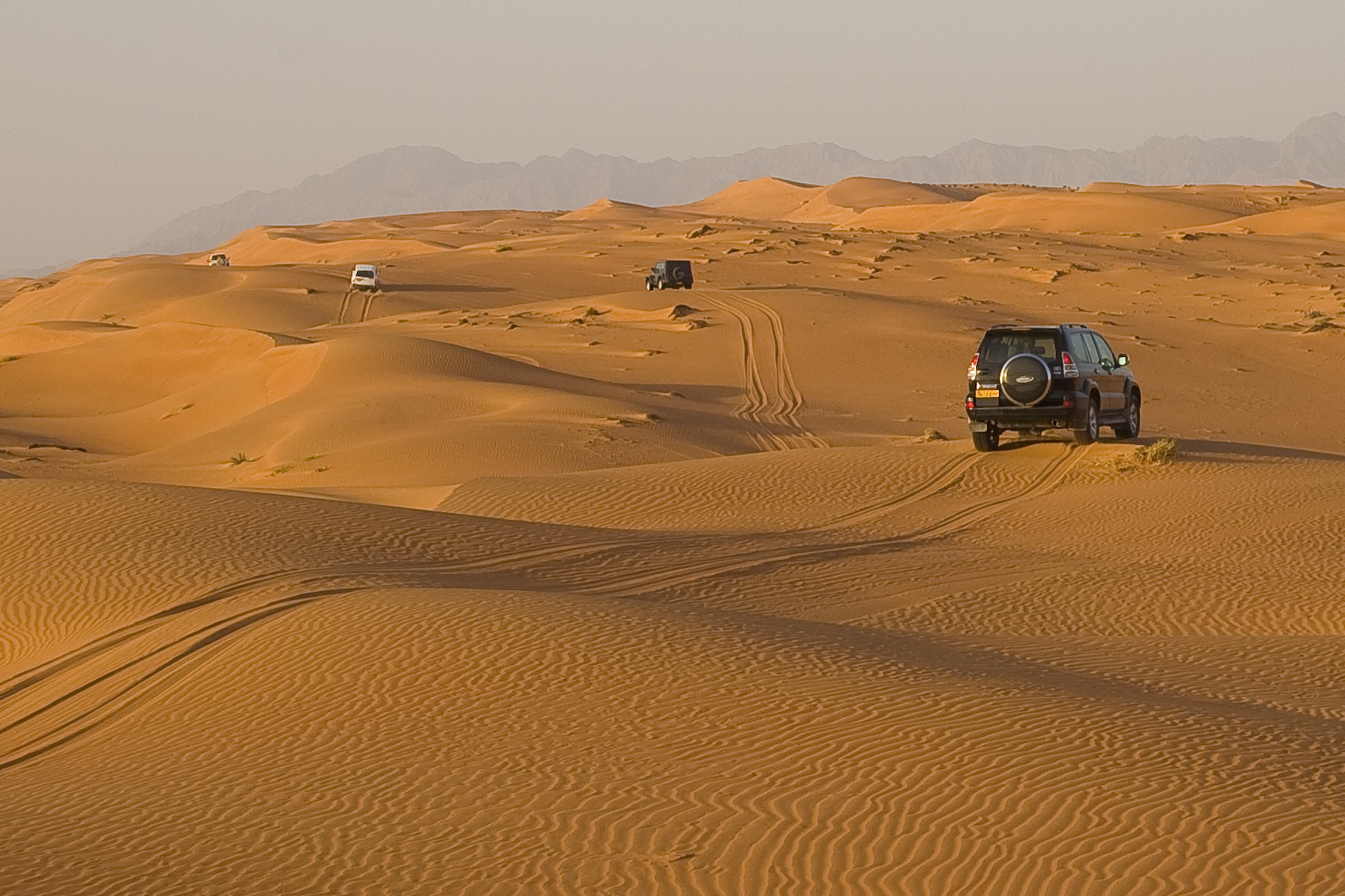
رمال الوهيبة

رملة الـ وهيبة  ، هي منطقة صحراوية في عمان، في المنطقة الشرقية (عمان)، وهي واحدة من أروع الصحاري الرملية التي تجذب الزوار وهي عبارة عن كثبان متنوعة الألوان من الأحمر الى اللون البني تمتد على مرمى البصر. وهي من أجمل مناطق التخييم في السلطنة وتتسع مساحتها لتصل إلى حوالي 12 آلاف  كم مربع تحتضن على رمالها حوالي 200 نوع تعتبر رمال الشرقية ورملة الـ وهيبة من أجمل مناطق التخييم في السلطنة وتتسع مساحتها لتصل إلى حوالي 12 آلاف كم مربع، ويفضل الزوار هذه المنطقة نظراً لسهولة الوصول إليها ولتوفر الخدمات القريبة منها، كما أن وجود المخيمات السياحية التي افترشت الرمال لتكون جزرا تقدم الخدمات السياحية في بحر الرمال الذهبية لعبت دوراً هاماً في ذلك. 

## طول وعرض المنطقة
وهذه المنطقة يبلغ طول حدودها 180 كيلومتر (112 ميل) من الشمال إلى الجنوب و 80 كيلومترا (50 ميلا) من الشرق إلى الغرب،.

## مساحتها

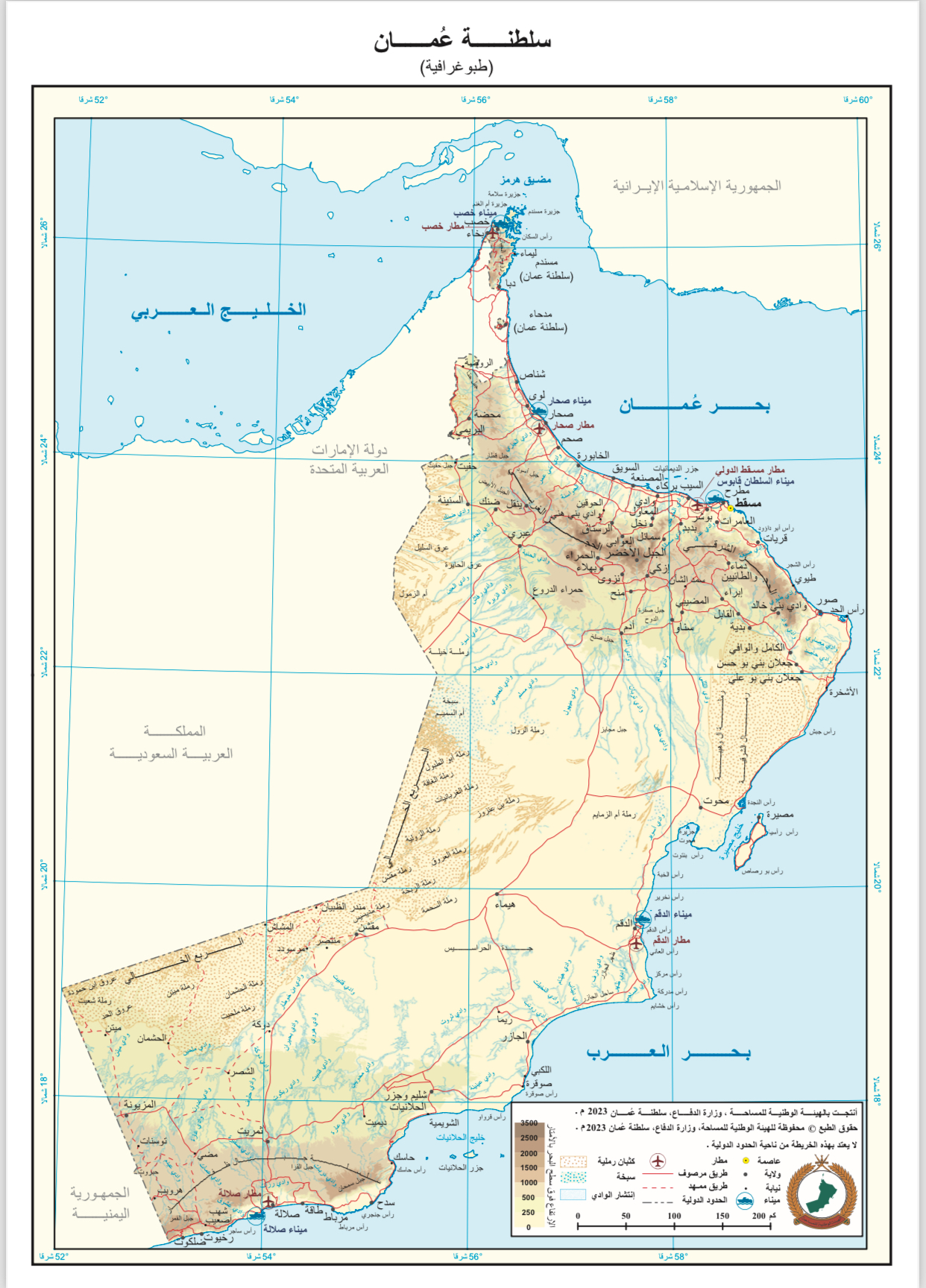
موقع رملة ال وهيبة على الخريطة

ومساحتها 12,500 كيلومتر مربع (4,826.3 ميل مربع) ، وهذه الصحراء تم الاهتمام العلمي بها منذ بدء الحملة العلمية فيها عام 1986 من قبل الجمعية الجغرافية الملكية، وقد وثقة هذه البعثة تنوع التضاريس والنباتات والحيوانات في الصحراء، وقد تم إحصاء 16,000 نوع من اللافقاريات فضلا عن 200 نوعا من الحيوانات البرية الأخرى ، وكما وثقت أيضا 150 نوعا من النباتات الأصلية.